# Иван Гвозденовић
Иван Гвозденовић (Бор, 19. август 1978) бивши је српски фудбалер, а садашњи фудбалски тренер албанског клуба Скендербег.

## Клупска каријера
Фудбал је почео да тренира у Бору, а са 14 година је прешао у Црвену звезду. Као играч Црвене звезде је био на позајмицама у Радничком из Пирота, Напретку из Крушевца и београдском Милиционару. За први тим Црвене звезде је заиграо од сезоне 1999/00. код тренера Славољуба Муслина. Са београдским црвено-белима је освојио две титуле првака и два пехара намењена победнику купа. У последњој сезони је био и капитен клуба.
У јуну 2003. прелази у белгијски Клуб Бриж, са којим потписује петогодишњи уговор. Играч Брижа је био до 2007. године, с тим што је током 2005. био на позајмици у француском Мецу. Након Брижа по једну полусезону проводи у Динаму из Букурешта и Металургу из Доњецка. У децембру 2008. се вратио у Црвену звезду, где је током пролећа 2009. одиграо седам утакмица. У августу 2009. потписује уговор са Војводином. У Војводини је ретко добијао прилику током јесењег дела сезоне па је у јануару 2010. прешао грчку Кавалу у којој је провео остатак сезоне.
Током лета 2010. је био на проби у Сједињеним Државама, у екипи Њу Ингланд Револушн, али ипак није потписао уговор па је последњег дана прелазног рока прешао у екипу Тиране. У сезони 2010/11. са Тираном осваја Куп Албаније. Након тога проводи три сезоне у екипи Скендербега са којим је три пута био првак Албаније, а два пута је освојио Суперкуп. Последњи клуб у каријери му је био Кукеси за који је наступао у сезони 2014/15.

## Репрезентација
За сениорску репрезентацију СР Југославије је одиграо само једну утакмицу и то у септембру 2001. године, против Словеније, у квалификацијама за Светско првенство.

## Трофеји

### Црвена звезда
- Првенство СР Југославије (2) : 1999/00, 2000/01.
- Куп СР Југославије (2) : 1999/00, 2001/02.

### Клуб Бриж
- Првенство Белгије (1): 2004/05.
- Куп Белгије (2): 2003/04, 2006/07.

### Тирана
- Куп Албаније (1): 2010/11.

### Скендербег
- Првенство Албаније (3): 2011/12, 2012/13, 2013/14.
- Суперкуп Албаније (2): 2013, 2014.